# Rusko (Darłowo)
Rusko (deutsch Rußhagen) ist ein Dorf in der polnischen Woiwodschaft Westpommern. Es gehört zur Landgemeinde Darłowo (Rügenwalde) im Kreis Sławno (Schlawe).

## Geographische Lage
Rusko liegt zwei Kilometer südlich von Darłowo (Rügenwalde)  und 17 Kilometer nordwestlich der Kreisstadt Sławno (Schlawe) an der Landesstraße 37, die von Karwice (Karwitz) nach Darłowo führt und in die in Rusko die Nebenstraße von Bielkowo (Beelkow, an der Woiwodschaftsstraße 203) einmündet. Die nächste Bahnstation ist Darłowo an der Strecke Korzybie (Zollbrück) – Darłowo.
Das flachwellige Ortsgelände ist von Wiesensenken durchzogen und liegt auf einer Höhe von 10 Metern über NN. Nachbarorte sind: im Westen Porzecze (Preetz), im Norden und Osten Darłowo und im Süden Domasławice (Damshagen).

## Ortsname
Die deutsche Ortsbezeichnung Rußhagen hat sich im Laufe der Zeit nicht verändert. Das Dorf war vor 1945 kreisweit bekannt und in einem Spottvers auf ostpommersch in aller Munde: Johann, spann an, drai Katten vör de Woage, lots juche un joage bet no Rußhoage.

## Geschichte
Die Gründungszeit von Rußhagen/Rusko ist nicht bekannt. Mitte des 14. Jahrhunderts wird das Dorf von der Stadt Rügenwalde (polnisch: Darłowo) erworben. 1493 gibt es Grenzstreitigkeiten zwischen Rußhagen und Damshagen  (Domasławice). Zwischen 1614 und 1718 ist die Zahl der Gehöfte mit 11 Bauern und 1 Kossäten konstant. 1789 kommen noch 5 Büdner und 1 Schulmeister dazu.
Im Jahre 1818 waren in Rußhagen 122 Einwohner registriert. Ihre Zahl stieg bis 1895 auf 212 und betrug 1939 sogar 259.
Vor 1945 gehörte das Dorf zum Amtsbezirk Rügenwalde, in den auch der Ort See Suckow (Żukowo Morskie) integriert war. Er gehörte zum Landkreis Schlawe i. Pom. im Regierungsbezirk Köslin der preußischen Provinz Pommern. Standesamtlich war Rußhagen nach Petershagen (Pęciszewko) orientiert, das zuständige Amtsgericht war das in Rügenwalde.
Am 6. März 1945 besetzten russische Truppen auf ihrem Vormarsch nach Rügenwalde das Dorf. Am 17. August 1946 wurden die deutschen Einwohner aus dem Ort vertrieben. Rußhagen kam unter der Bezeichnung Rusko unter polnische Administration und ist heute ein Teil der Gmina wiejska Darłowo im Powiat Sławieński der Woiwodschaft Westpommern (1975 bis 1998 Woiwodschaft Köslin). Heute leben in Rusko 221 Einwohner.

## Kirche
Die Bevölkerung von Rußhagen war bis 1945 fast ausnahmslos evangelischer Konfession. Der Ort gehörte zum Kirchspiel der Marienkirche Rügenwalde, das 1940 insgesamt 7800 Gemeindeglieder zählte. Es lag im Kirchenkreis Rügenwalde in der Kirchenprovinz Pommern der Kirche der Altpreußischen Union. Letzter deutscher Geistlicher war Superintendent Franz Molzahn.
Seit 1945 ist die Einwohnerschaft von Rusko überwiegend katholisch. Der Ort ist kirchlich weiterhin mit Darłowo verbunden und liegt im Dekanat Darłowo im Bistum Köslin-Kolberg der Katholischen Kirche in Polen. Hier lebende evangelische Kirchenglieder sind in das Kirchspiel Koszalin (Köslin) in der Diözese Pommern-Großpolen der Evangelisch-Augsburgischen Kirche in Polen.

## Schule
Die einklassige Volksschule lag vor 1945 mitten im Dorf. Sie war im 19. Jahrhundert erbaut worden. Letzter deutscher Lehrer war Paul Jäger.